# فيروس 10924
فيروس 10924 هو من سلالات فيروس لاتينو، ويتبع لعائلة الفيروسات الرملية.